# Turritellopsis acicula
Turritellopsis acicula är en snäckart som först beskrevs av William Stimpson 1851.  Turritellopsis acicula ingår i släktet Turritellopsis och familjen Mathildidae. Inga underarter finns listade i Catalogue of Life.